# Idaea spissilimbaria
Idaea spissilimbaria är en fjärilsart som beskrevs av Paul Mabille 1888. Idaea spissilimbaria ingår i släktet Idaea och familjen mätare. Inga underarter finns listade i Catalogue of Life.